# لورنزو ریس
لورنزو ریس (انگلیسی: Lorenzo Reyes؛ زادهٔ ۱۳ ژوئن ۱۹۹۱) بازیکن فوتبال اهل شیلی است که در پست هافبک میانی بازی می‌کند.
وی همچنین در تیم‌های ملی فوتبال زیر ۲۰ سال شیلی و شیلی بازی کرده‌است.